# Stephen Hilton
Stephen "Steve" Hilton är en London-baserad musiker, kompositör och producent.

## Produktioner

### Filmmusik
1999
- The World Is Not Enough
- The Bone Collector
- Plunkett & Macleane
- Best Laid Plans

2000
- Shaft

2001
- Buffalo Soldier
- Ocean’s Eleven
- Kiss of the Dragon
- Moulin Rouge!

2002
- Enough
- Analyze That
- Die Another Day

2003
- Stander
- Code 46 (TV) - Opening and closing title themes

2004
- Ocean’s Twelve

2005
- Four Brothers
- The War Within

2006
- The 18th Electricity Plan

2007
- Ocean's Thirteen
- Hot Fuzz
- A Mighty Heart

2008
- Quantum of Solace
- How to Lose Friends and Alienate People
- The Children
- New Town Killers

2009
- Salvage
- Only When I Dance (a.k.a. Vida Ballet)
- Cherrybomb

### För artister
1999
- Pet Shop Boys – Nightlife ("In Denial"). Programmering.[1]

2004
- The Jon Spencer Blues Explosion – Damage ("Spoiled", "You Been My Baby"). Ljudtekniker.[2]

2005
- Pati Yang – Silent Treatment. Musiker, Låtskrivare, Producent.

2007
- Siouxsie Sioux – Mantaray ("Drone Zone"). Låtskrivare.[3]

2008
- Flykkiller – Experiments in Violent Light. Låtskrivare, Producent.

- David Holmes – The Holy Pictures[4]
  - "Love Reign Over Me". Synthesizer.
  - "Holy Pictures". Mixning.
  - "Hey Maggy". Programmering.
  - "Birth". Programmering.

2009
- Pati Yang – Faith, Hope + Fury. Musiker, Låtskrivare, Producent.